# Département Dordogne
Das Département Dordogne [dɔʁdɔɲ] ist das französische Département mit der Ordnungsnummer 24. Es liegt im Südwesten des Landes, in der Region Nouvelle-Aquitaine und ist nach dem Fluss Dordogne benannt.

## Geographie
Das Département liegt im Osten der Region Nouvelle-Aquitaine. Es grenzt im Nordwesten an die Départements Charente-Maritime und Charente, im Nordosten an die Départements Haute-Vienne und Corrèze, im Südosten an das Département Lot der Region Okzitanien sowie innerhalb der Region im Süden an das Département Lot-et-Garonne und im Südwesten an das Département Gironde.
Bedeutendster Fluss ist die namensgebende Dordogne, die den südlichen Teil des Départements von Ost nach West durchquert und dabei dessen zweitgrößte Stadt Bergerac durchfließt. Von Nordosten kommend durch die Hauptstadt Périgueux und weiter nach Westen verläuft die Isle. Als weiterer rechter Nebenfluss der Dordogne erreicht die Vézère das Département im Osten, verläuft dann in südwestlicher Richtung und mündet in Limeuil in den Hauptfluss.
Der Norden des Départements ist Teil des Regionalen Naturparks Périgord-Limousin.

## Wappen
In Rot drei goldene blau bewehrte, blau gezungte und ebenso gekrönte (2:1) stehende Löwen.

## Geschichte
Das Département wurde während der Französischen Revolution am 4. März 1790 aus dem größten Teil der bis dahin bestehenden Provinz Périgord gebildet. Es untergliederte sich in neun Distrikte (frz.: district), den Vorläufern der Arrondissements. Die Distrikte waren Bergerac, Belvès, Excideuil, Montignac, Mussidan, Nontron, Périgueux, Ribérac und Sarlat. Das Département und die Distrikte untergliederten sich in 72 Kantone und hatten im Jahr 1791 433.343 Einwohner. Hauptstadt war Périgueux, zunächst alternierend vorgesehen mit Bergerac und Sarlat, was aber noch im selben Jahr ad acta gelegt wurde.
Die Arrondissements wurden am 17. Februar 1800 eingerichtet. Es waren Bergerac, Nontron, Périgueux, Ribérac und Sarlat.
Am 10. September 1926 wurde das Arrondissement Ribérac aufgelöst und in das Arrondissement Périgueux integriert. Im Zweiten Weltkrieg war das Département nach dem Waffenstillstand von Compiègne während der ersten Jahre der deutschen Besetzung Frankreichs von der für Menschen und Waren nur mit Genehmigung passierbaren Demarkationslinie zwischen der besetzten und der „freien“ Zone durchtrennt.
Durch die Zusammenlegung von Sarlat und La Canéda am 1. März 1965 wurde auch das Arrondissement in Sarlat-la-Canéda umbenannt.
Es gehörte von 1960 bis 2015 der Region Aquitanien an, die 2016 in der Region Nouvelle Aquitaine aufging.

## Städte
Die bevölkerungsreichsten Gemeinden des Départements Dordogne sind:
| Stadt                 | Einwohner (2022) | Arrondissement   |
| --------------------- | ---------------- | ---------------- |
| Périgueux             | 29.876           | Périgueux        |
| Bergerac              | 26.852           | Bergerac         |
| Boulazac              | 10.628           | Périgueux        |
| Sarlat-la-Canéda      | 8.786            | Sarlat-la-Canéda |
| Trélissac             | 7.319            | Périgueux        |
| Coulounieix-Chamiers  | 7.537            | Périgueux        |
| Terrasson-Lavilledieu | 6.262            | Sarlat-la-Canéda |
| Montpon-Ménestérol    | 5.845            | Périgueux        |
| Saint-Astier          | 5.309            | Périgueux        |

## Verwaltungsgliederung

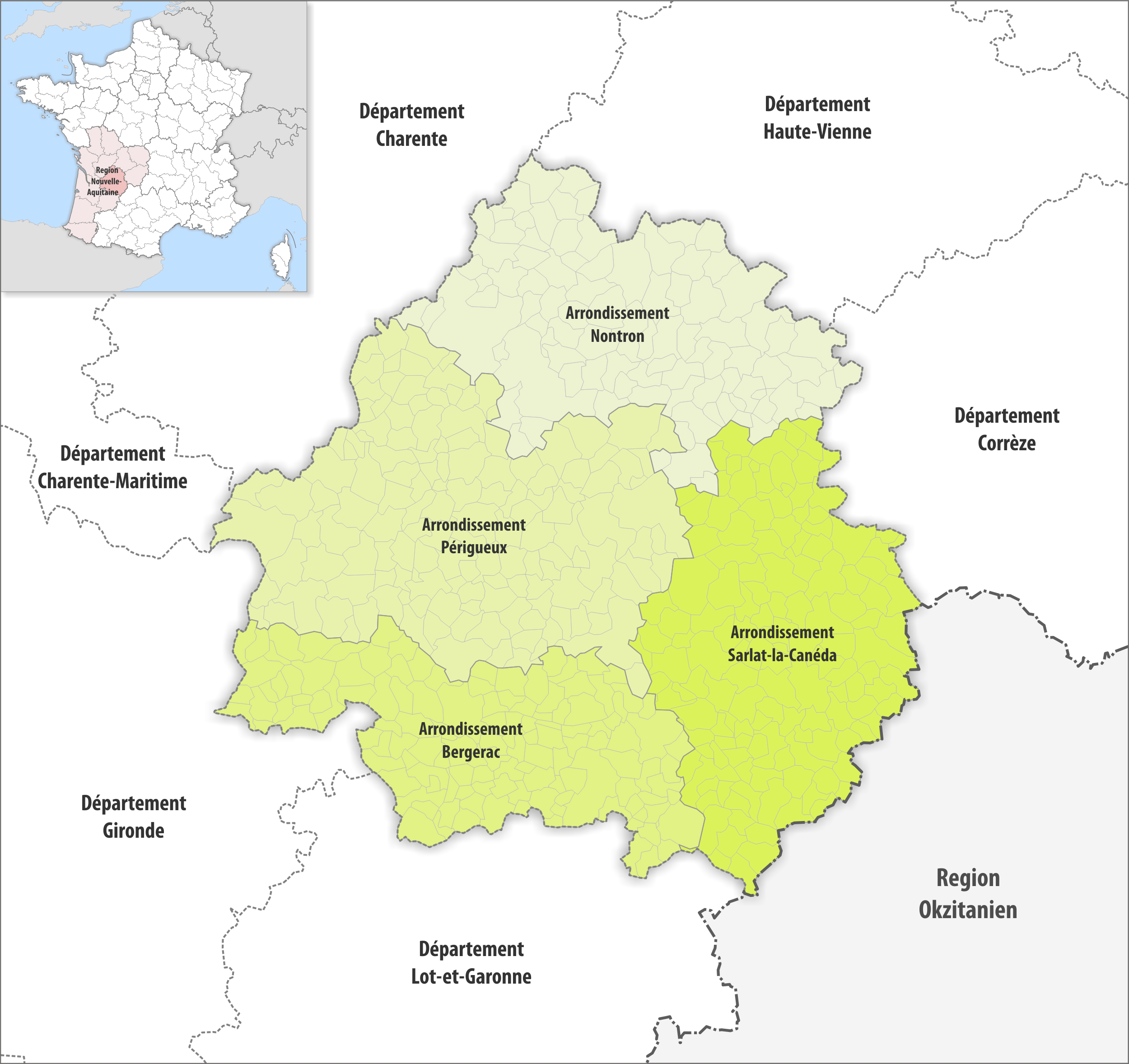
Gemeinden und Arrondissemente im Département Dordogne

Das Département Dordogne gliedert sich in 4 Arrondissements, 25 Kantone und 505 Gemeinden:
| Arrondissement       | Kantone | Gemeinden | Einwohner 1. Januar 2022 | Fläche km² | Dichte Einw./km² | Code INSEE |
| -------------------- | ------- | --------- | ------------------------ | ---------- | ---------------- | ---------- |
| Bergerac             | 7       | 130       | 103.299                  | 1.819,86   | 57               | 241        |
| Nontron              | 4       | 94        | 54.460                   | 2.097,70   | 26               | 242        |
| Périgueux            | 14      | 143       | 177.003                  | 2.869,33   | 62               | 243        |
| Sarlat-la-Canéda     | 6       | 136       | 81.563                   | 2.273,12   | 36               | 244        |
| Département Dordogne | 25      | 503       | 416.325                  | 9.060,01   | 46               | 24         |

Siehe auch:
- Liste der Gemeinden im Département Dordogne
- Liste der Kantone im Département Dordogne
- Liste der Gemeindeverbände im Département Dordogne

## Sehenswürdigkeiten
Das Département Dordogne ist reich an archäologischen Fundorten (Dolmen von Cantegrel, Dolmen Peyre Levade) und Höhlen sowie Abris mit Petroglyphen, Felsmalereien und Skulpturen aus der Steinzeit, an troglodytischen Bauten und Dörfern, sowie weiteren natürlichen Höhlen, die zur Besichtigung geöffnet sind. Anziehungspunkte sind ferner einige Burgen, zahlreichen Schlösser (siehe: Liste von Burgen, Schlössern und Festungen im Département Dordogne) und verschiedene Abteien.

### Archäologische Fundorte

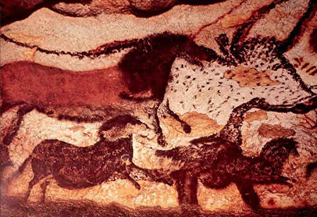
Lascaux

- La Micoque, Laugerie-Haute und Laugerie-Basse, Abri de Cro-Magnon und Abri Pataud in Les Eyzies-de-Tayac-Sireuil
- Höhle von Lascaux, Combarelles, Rouffignac, Font-de-Gaume im Tal der Vézère
- Cap Blanc (Abri)
- Le Moustier (Le Ruth) bei Payzac
- Le Régourdou in Montignac-Lascaux
- Castelmerle in Sergeac mit
  - Abri Castanet
  - Abri Reverdit
- La Ferrassie in Savignac-de-Miremont
- Abri Roc de Marsal auf dem Gebiet der Gemeinde Campagne-de-Buge

### Kathedralen
- St-Frond in Périgueux
- Kathedrale St-Sacerdos in Sarlat-la-Canéda

### Ehemalige Abtei- oder Prioratskirchen
- Zisterzienser-Abtei Cadouin

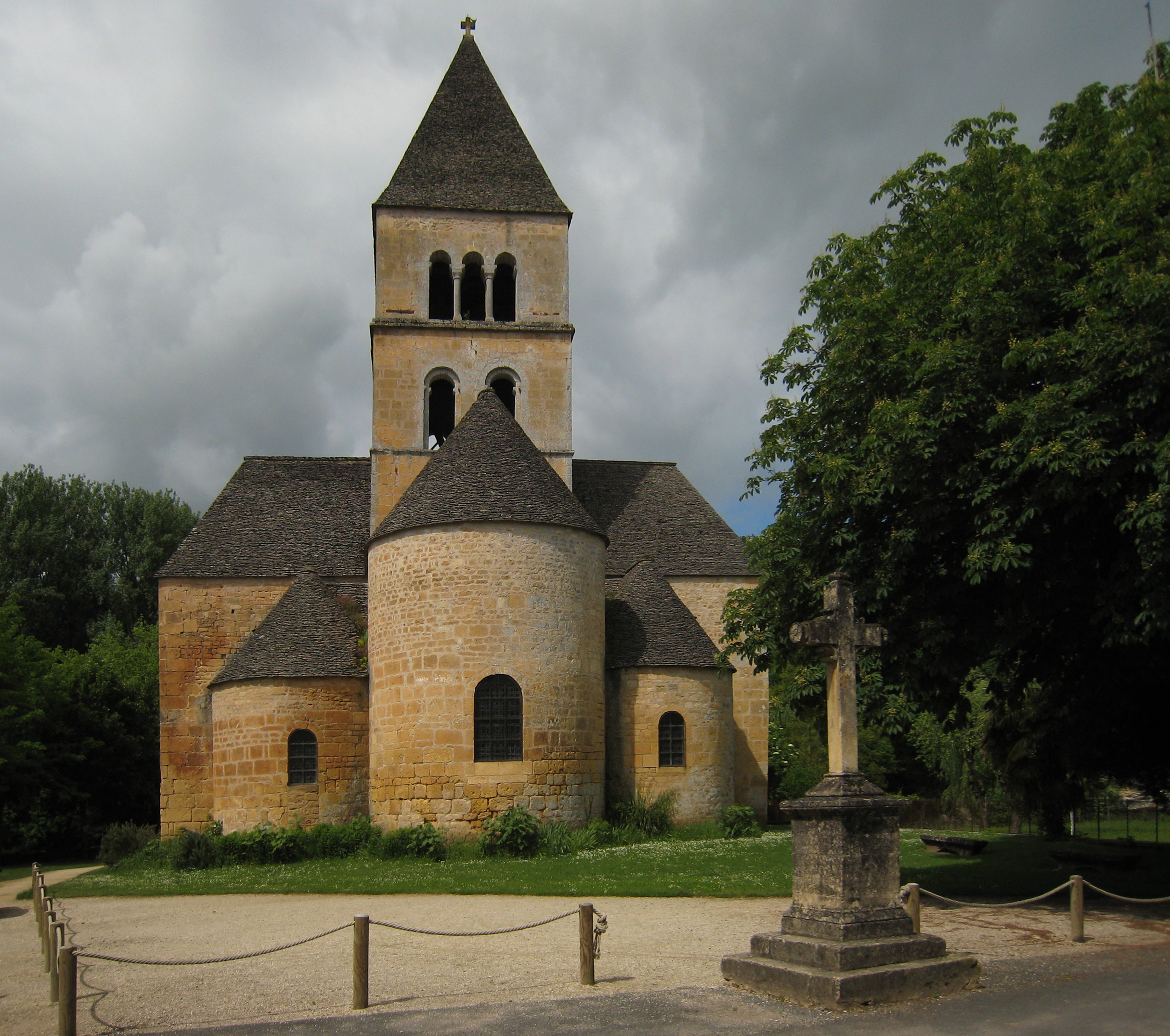
St-Léon in St-Léon-sur-Vézère

- Abteikirche Saint-Nicolas de Trémolat
- Abteikirche St-Martial de Paunat
- Prioratskirche St-Léon (Saint-Léon-sur-Vézère)

### Wehrkirchen
- St-Frond in Beaumont-du-Périgord
- St-Pierre in Audrix
- St-Amand-de-Coly
- Wallfahrtskirche Notre-Dame de Temniac

### Burgen und Schlösser

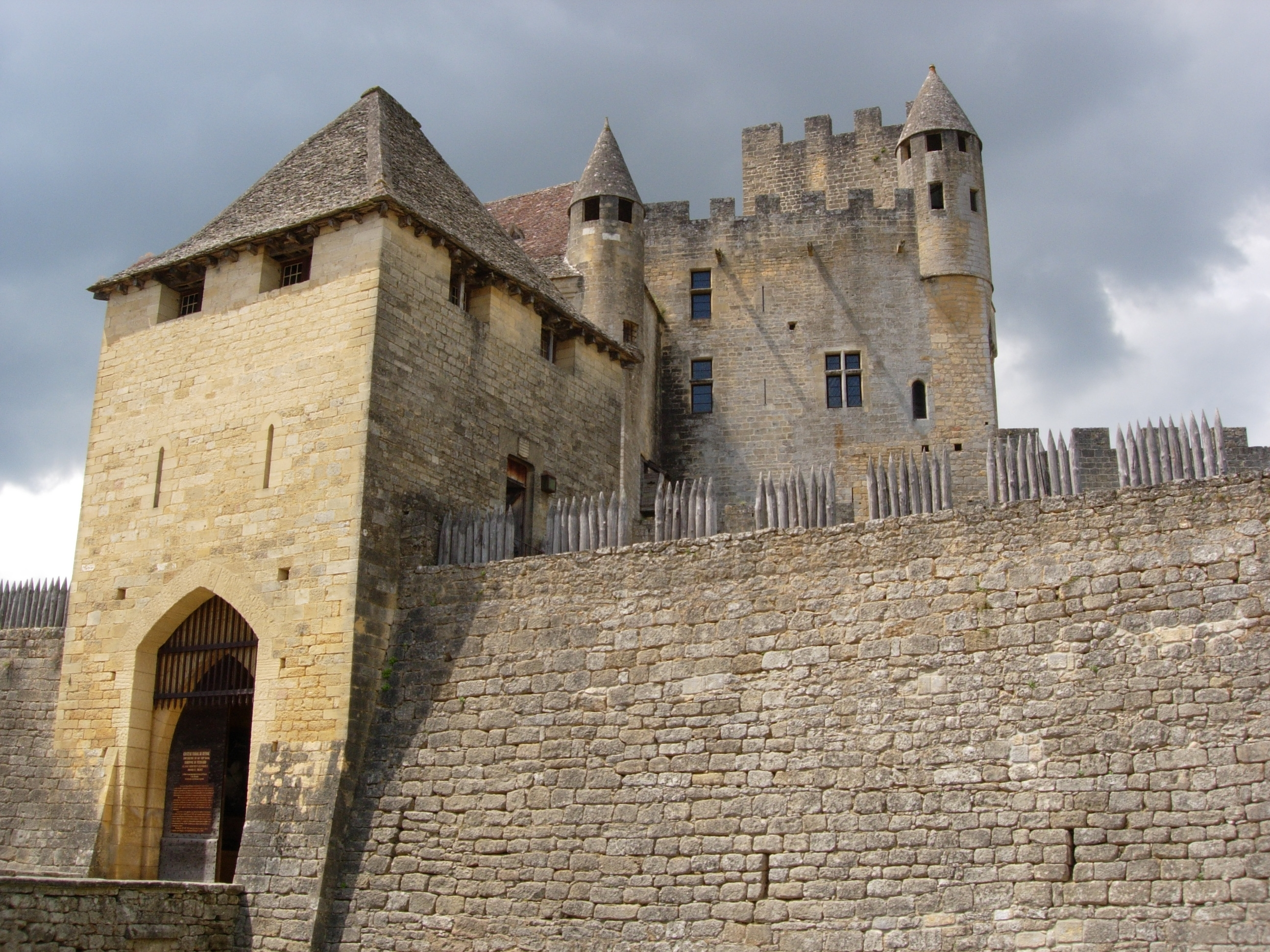
Château de Beynac

- Burg Beynac
- Burg Castelnaud
- Schloss Monbazillac
- Schloss Montaigne
- Schloss Biron
- Schloss Hautefort
- Schloss Les Milandes
- Gärten von Marqueyssac

### Bastiden

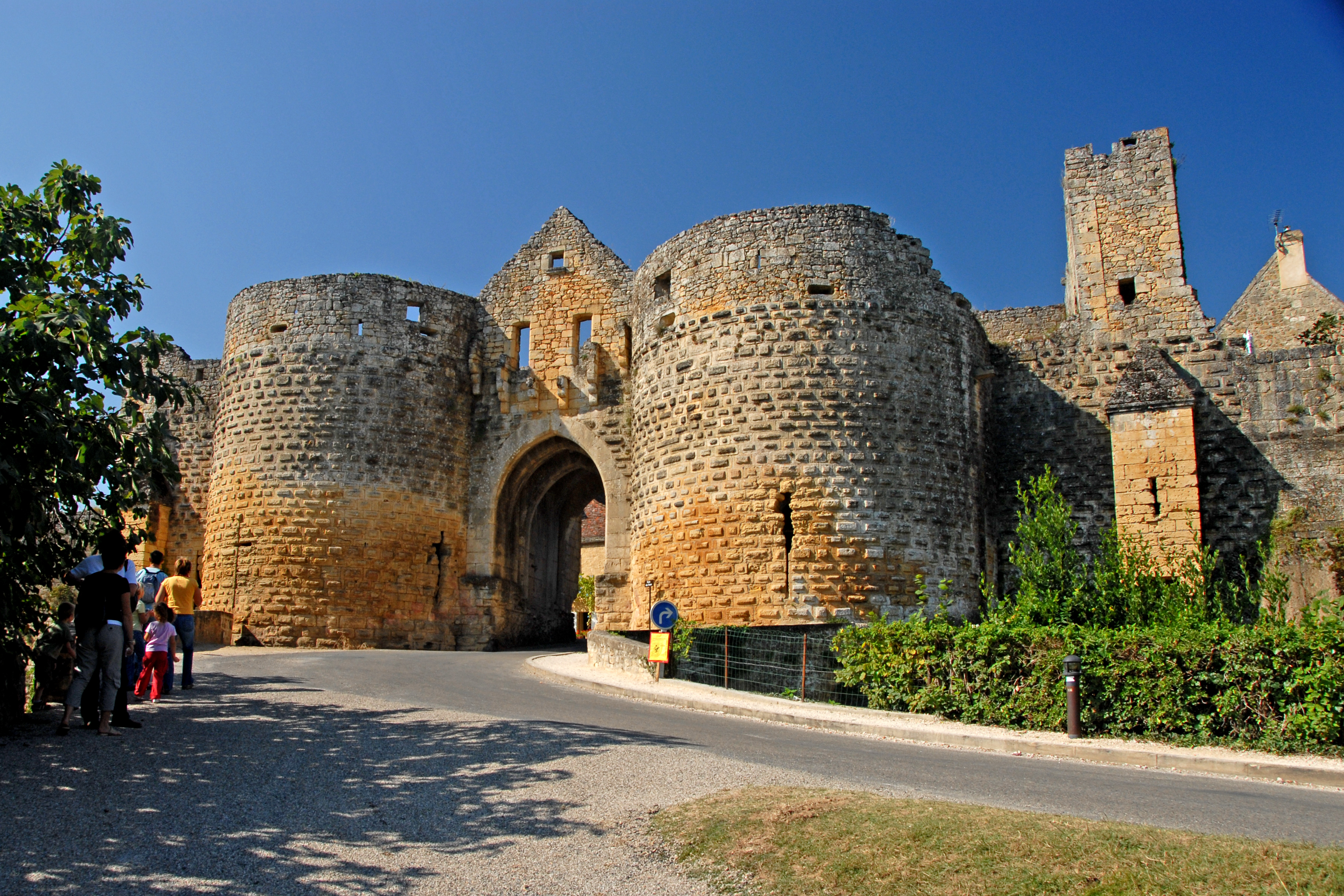
Domme – Porte des Tours

- Lalinde
- Villefranche-de-Lonchat
- Domme
- Belvès
- Beaumont-du-Périgord
- Monpazier
- Villefranche-du-Périgord